# Locomotiva FS E.464
Le locomotive E.464 sono una famiglia di locomotive elettriche delle Ferrovie dello Stato italiane, a cabina singola, sviluppate per l'utilizzo su treni a corto e medio raggio. Utilizzate fin dalle origini per i treni regionali, dal 2019 espletano anche servizi InterCity ed InterCity Notte.
Le locomotive E.464 costituiscono il più importante gruppo di motrici acquistato da Trenitalia, per sostituire le E.646 e le E.424 risalenti agli anni cinquanta e quaranta. Con l'ultimo lotto, le E.464 hanno sostituito anche le E.656 e le E.632 assegnate alle varie Divisioni trasporto regionali o DTR (dal 2006 tramutate in Divisioni passeggeri regionali o DPR).
Inizialmente prodotte da ABB Tecnomasio, poi Adtranz, sono state realizzate dalla Bombardier Transportation Italy, sempre nello stabilimento italiano di Vado Ligure, da quando la casa madre Bombardier ha acquisito la Adtranz.

## Storia

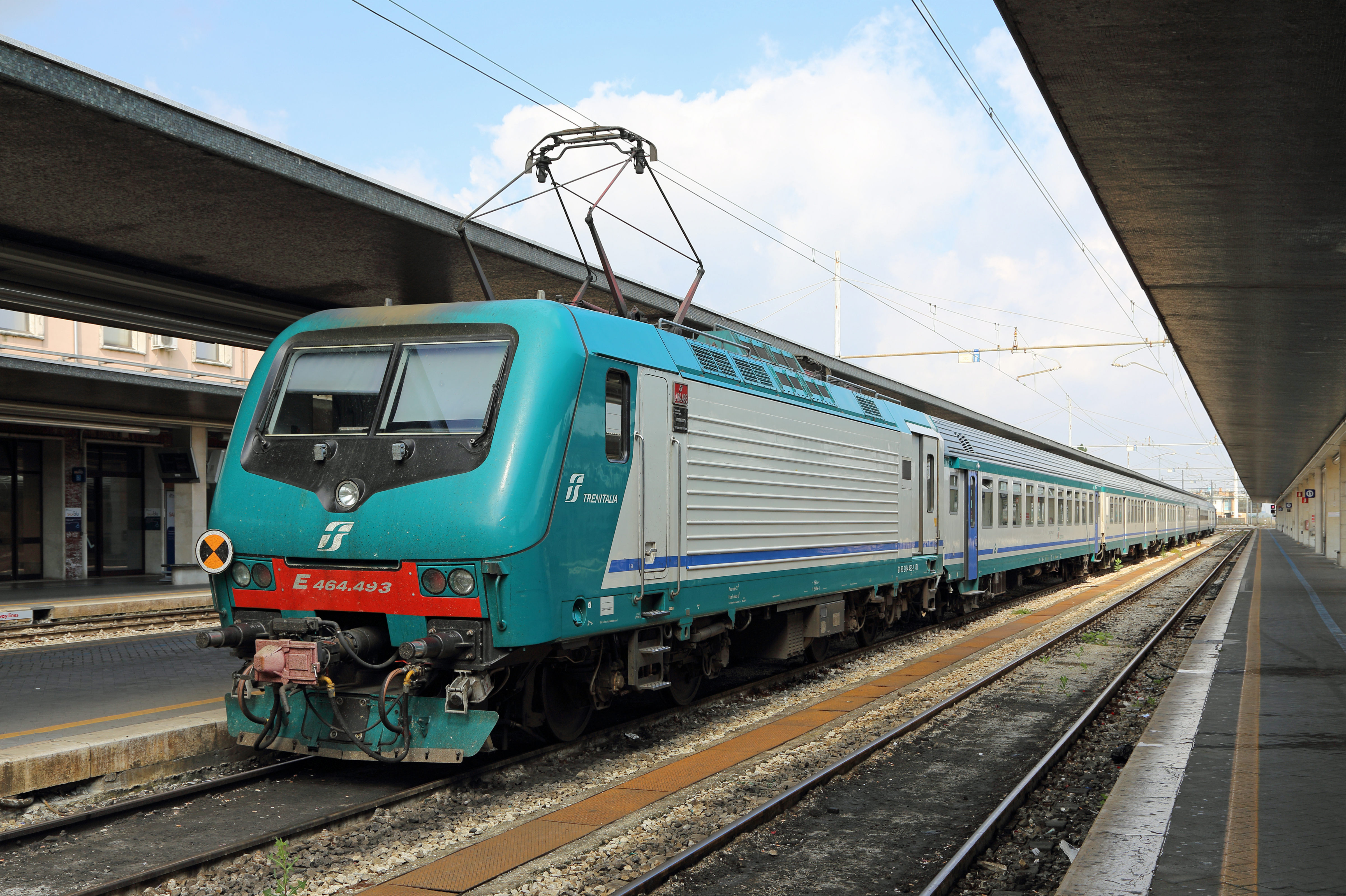
E.464.493 in livrea XMPR, presso la stazione di Venezia Santa Lucia.

Le E.464 nascono da un progetto lanciato da Ferrovie dello Stato negli anni ottanta per la costruzione di un gruppo di locomotive con struttura modulare in grado di essere adattate ai diversi profili di esercizio (navetta, interregionale e cargo).
Con l'obsolescenza e i primi accantonamenti delle motrici costruite grazie al Piano Marshall, le ferrovie si trovavano in carenza di materiale di trazione per i treni locali e cominciarono a trasferire ad essi le E.646, macchine in origine d'alto livello ma ormai ventenni.
Inizialmente furono previste due variazioni di configurazione: le E.454 per l'utilizzo su treni passeggeri e le E.453 per l'utilizzo sui treni merci.
I tre prototipi delle E.454 furono consegnati e svolsero servizio passeggeri sulla ferrovia Leopolda, ma il progetto venne abbandonato in favore di nuove macchine dotate di inverter, dalla meccanica più semplice ed affidabile.
Con una gara internazionale nel 1994 le FS diedero incarico ad ABB di sviluppare e costruire una nuova locomotrice basata sui prototipi realizzati. Per ridurre i costi fu concordato che i nuovi mezzi sarebbero stati costruiti sulla base delle E.412, fatte sviluppare allo stesso produttore solo pochi anni prima e destinate all'utilizzo sui treni merci e sulle tratte montane del Brennero.
Le E.464 si differenziarono dalle E.412 soprattutto per la minore potenza installata, l'assenza di una delle due cabine di guida e di una delle due testate aerodinamiche in vetroresina (rendendo quindi necessario l'uso di carrozze semipilota o di una seconda locomotiva per rendere bi-direzionali i treni che le impiegano), l'assenza degli equipaggiamenti per il funzionamento policorrente (possono essere alimentate solo in corrente continua) e per il diverso schema di coloritura privo della placca frontale grigia. Il design, come per la E.412, si deve ai disegni di Roberto Segoni e Paolo Pizzoccheri.
Il primo lotto, dell'ordine iniziale composto da 50 mezzi, venne consegnato alla Regione Lazio nel 1999-2000 e ottenne un grande successo grazie agli ottimi risultati in termini di affidabilità e flessibilità della nuova motrice, nonostante le macchine non fossero state preventivamente provate in pre-esercizio, come giustamente previsto di norma.
In seguito furono effettuati altri ordini per 90, 100 e 48 altre unità, negli anni tra il 2001 e il 2005, più altre 100 nel biennio 2006-2007, per un investimento totale di quasi un miliardo di euro. All'inizio del 2007 Trenitalia annunciò l'ordinazione di un ulteriore lotto di 150 locomotive, portando il numero complessivo di E.464 ordinate a 538.
Il 7 settembre 2009 è stata consegnata alla Regione Lazio la E.464.464, pellicolata in una livrea speciale. Nello stesso anno un cospicuo numero di unità operanti presso la DTR Lombardia sono confluite in carico alla società Trenord, nata da una joint venture sotto forma di società a responsabilità limitata costituita da Trenitalia e dal Gruppo FNM, per operare nel settore del trasporto ferroviario passeggeri lombardo.
Nel 2011 Trenitalia aumenta ulteriormente la flotta di E.464, ordinando a Bombardier Transportation altre 50 E.464 esercitando così l'opzione prevista dal contratto siglato nel 2009 per la fornitura di 100 nuove locomotive. Il contratto, del valore di 127 milioni di euro, porta quindi a 688 le E.464 ordinate da Trenitalia. La consegna dell'ultima E.464 è avvenuta il 20 febbraio 2013.
Nel novembre 2013 Trenitalia commissiona a Bombardier un lotto di altre 29 locomotive del gruppo E.464, con un investimento di circa 300 milioni di euro, smistate tra Lazio, Veneto e Liguria, insieme a 150 nuove carrozze di tipo Vivalto.
Il 6 dicembre 2015 sono uscite dallo stabilimento di Vado Ligure le ultime due locomotive del gruppo E.464, le unità numero 716 e 717; considerando tutti gli operatori ferroviari che la impiegano, la E.464 è stata prodotta in un totale di 728 esemplari, che la rendono la locomotiva più diffusa in Italia e una delle più diffuse in Europa.
In origine le E.464 sono state assegnate solamente presso le varie DTR regionali; il 27 giugno 2019 esce dalle OGR di Foligno la prima unità attrezzata per operare con i treni InterCity e dotata della livrea propria di tali servizi, la E.464.218, seguita poco dopo dalla E.464.343, allo scopo di sostituire gradualmente le ormai anziane motrici E.656 nell'espletamento degli InterCity in Sicilia.
Le due macchine giungono sull'isola il 23 agosto 2019 ed iniziano ufficialmente l'impiego per il servizio universale il successivo 29 agosto, espletando in doppia trazione simmetrica un treno InterCity tra Messina e Siracusa.
Il 18 novembre 2019 viene effettuato il primo InterCity con E.464 al di fuori della Sicilia, movimentato dalle macchine numero 292 e 371, tra Villa San Giovanni e Roma Termini. Nei mesi successivi l'impiego delle E.464 si estende ad altre tratte ferroviarie afferenti alla medesima categoria di servizio lungo la penisola, operando anche in regime di telecomando con le carrozze pilota UIC-Z1.

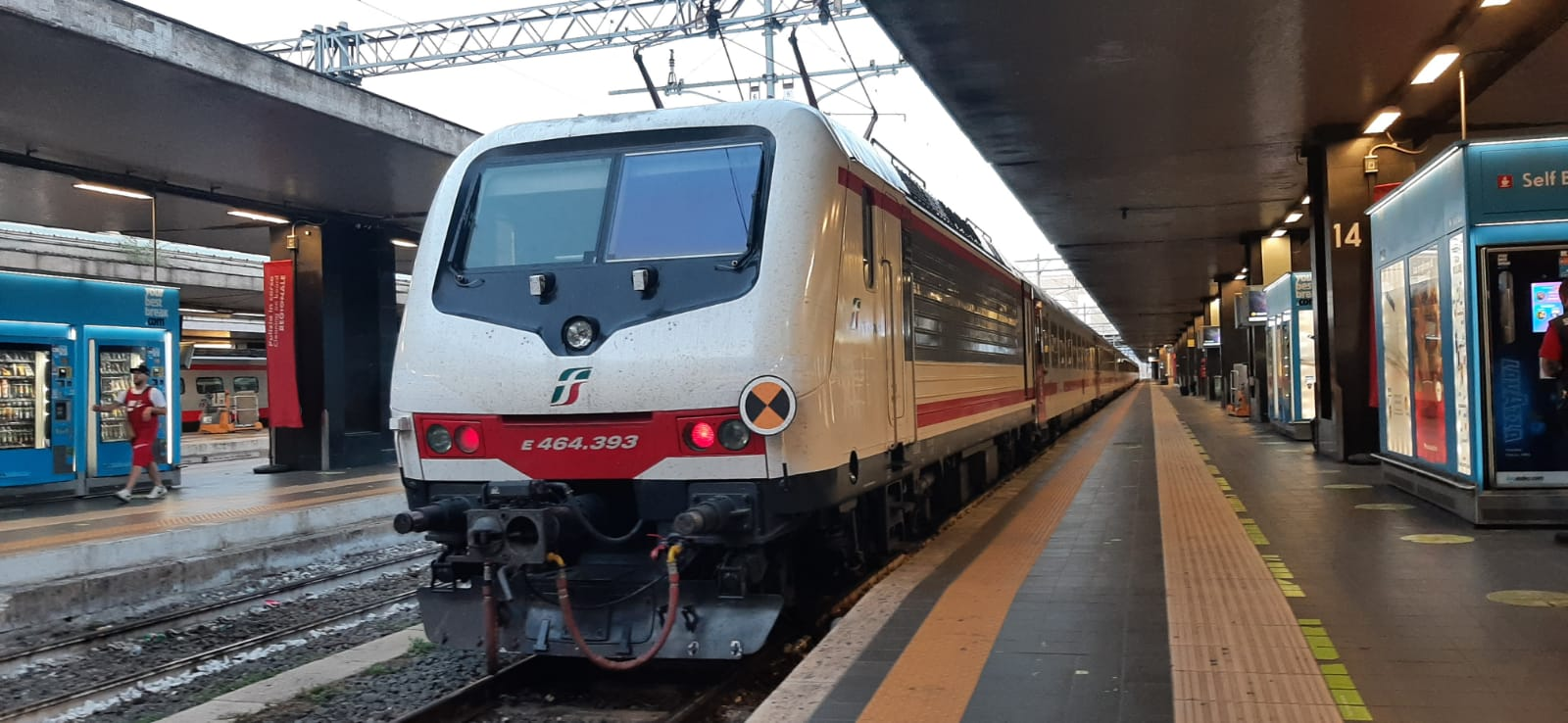
E.464.393 in livrea InterCity ex Frecciabianca.

A novembre 2021 vengono introdotti i primi servizi Frecciabianca in Sicilia sulla relazione Palermo-Catania-Messina, utilizzando E.464 in livrea dedicata. Le uniche unità a ricevere tale colorazione sono state le E.464.360, 375, 393 e la E.464.335. Il servizio di tali treni è stato poi interrotto nel giugno 2022 a causa dello scarso riscontro commerciale ottenuto, così le quattro macchine sono state trasferite sui servizi InterCity apportando solo una modifica alla livrea.
Il 28 maggio 2024 esce dalle OGR di Foligno la E.464.344 nella nuova livrea InterCity, caratterizzata dalle tonalità bianche e blu, prima macchina del gruppo a ricevere tale colorazione.
Dagli anni duemilaventi, contestualmente all'immissione in servizio dei nuovi elettrotreni Rock e Pop per il servizio regionale, in sostituzione del materiale ordinario più datato, composto da carrozze doppio piano Casaralta, carrozze Piano Ribassato e parte delle carrozze 
MDVC ed 
MDVE non soggette a revamping, si è iniziato a registrare un esubero per queste macchine, che ha portato all'accantonamento definitivo di alcuni degli esemplari più anziani del gruppo, in particolare quelli del primo lotto di fornitura, come le unità 004, 018, 022 e 024 avviate alla demolizione. Nel 2025, alcune macchine in esubero sono entrate a far parte della flotta di Treni Turistici Italiani adottandone la relativa livrea sociale; si tratta delle unità 364, 368, 411, 520, alle quali sono stati sostituiti nel contesto gli organi di repulsione e aggancio automatici con quelli di tipo tradizionale.
Con la nascita del brand "Regionale" di Trenitalia tutte le E.464 che rimarranno in carico alle varie DTR riceveranno la nuova livrea Regionale.

## Tecnica

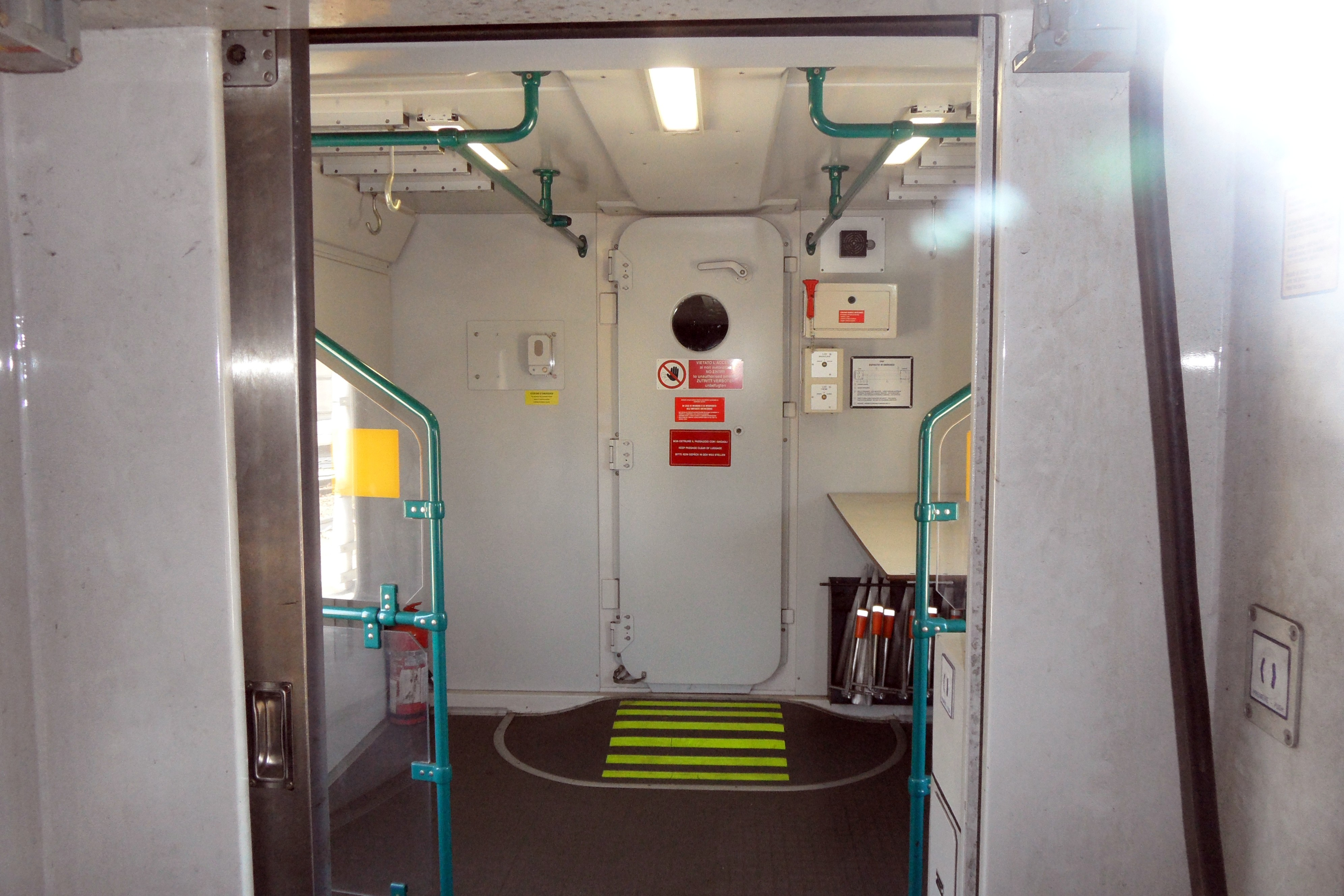
Parte degli interni di una locomotiva E.464, visti dalla porta di servizio posteriore.

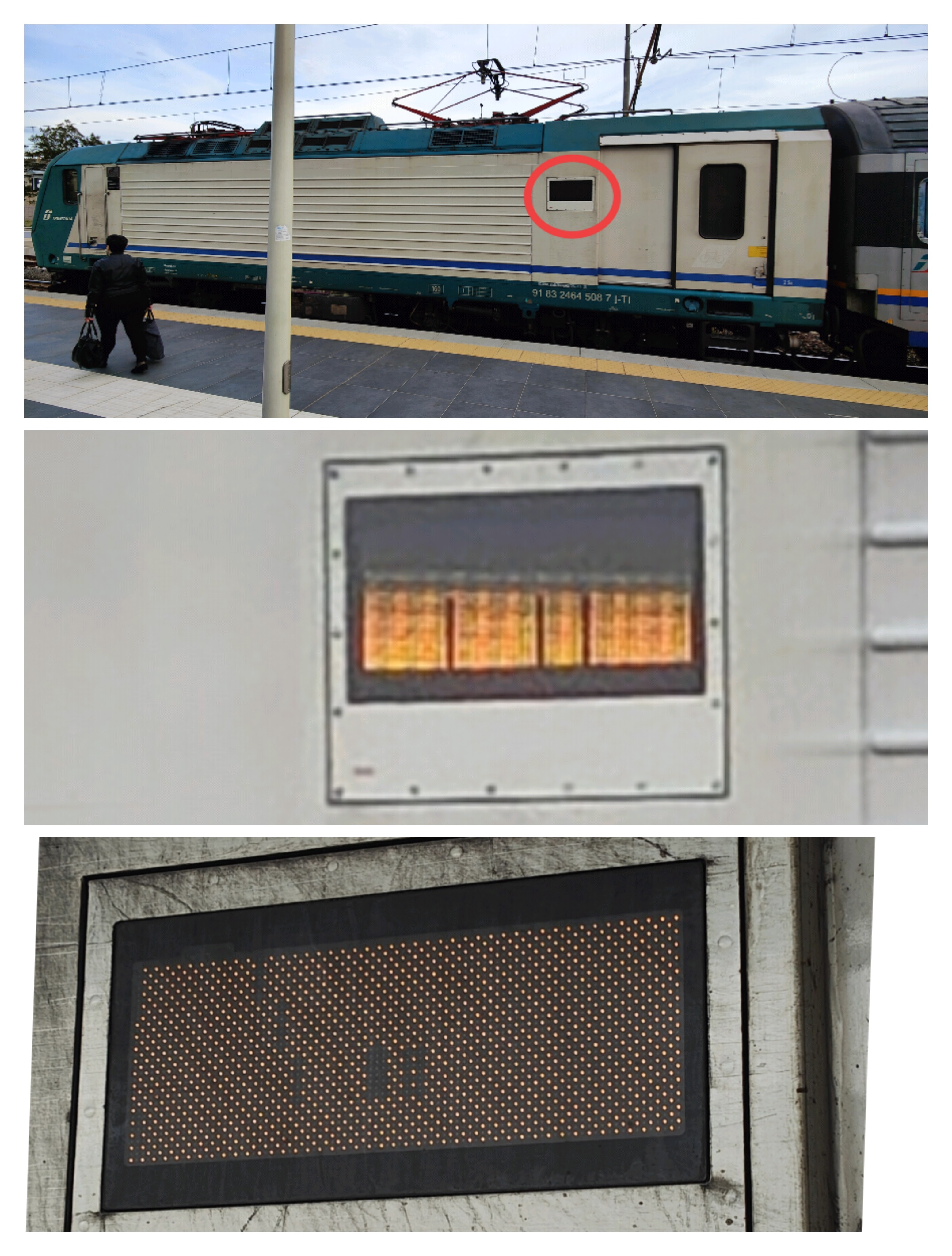
I pannelli luminosi posti sulle fiancate delle E.464, pensati per mostrare le informazioni di viaggio ma mai usati a tale scopo.

Le E.464 sono dotate di un sistema di accoppiamento automatico integrato in grado di unire o separare rapidamente due motrici per creare treni composti da due convogli distinti. Si tratta dei primi locomotori FS a fare uso di tale soluzione (con le motrici precedenti era necessario l'utilizzo di un'apposita maschera da collegare al gancio tradizionale, mentre le E.632/633/652, pur essendone predisposte, non lo hanno mai ricevuto).
La struttura della cassa è compatta e leggera, con struttura portante in lamiera d'acciaio grecata e tetto in alluminio; la destinazione ai treni navetta spinse FS a chiedere la creazione di un comparto di carico portabagagli nella testata tronca al posto del secondo banco di manovra, rimosso.
L'elettronica di trazione è stata semplificata, con l'adozione di un solo convertitore a due inverter per l'alimentazione dei 4 motori asincroni trifase. Questo sistema, detto a schema incrociato, presenta lo stesso grado di sicurezza della vecchia architettura a due circuiti indipendenti, risultando però molto più leggero, e offre anche il vantaggio che in caso di guasto la motrice non perde la forza di trazione di due o più motori (come sarebbe avvenuto con gli impianti tradizionali), riuscendo quindi a continuare a muoversi, anche se a velocità molto ridotta, allo scopo di raggiungere la stazione più vicina, anche su linee in pendenza o con treni piuttosto pesanti.
Due convertitori ausiliari da 450 Vca-60 Hz alimentano i sottosistemi dell'impianto di raffreddamento idraulico degli inverter, dei ventilatori per il raffreddamento dei motori, della climatizzazione della cabina, dei caricabatterie e degli impianti pneumatici per il sistema frenante (a dischi autoventilanti e reostatico per la frenatura elettrica). In frenatura elettrica i motori elettrici vengono invertiti per funzionare come generatori, rallentando così la marcia del convoglio, e l'energia prodotta viene restituita alla linea aerea (frenatura elettrica a recupero) o dissipata sotto forma di calore tramite il reostato di frenatura. I carrelli sostengono la cassa tramite molle, invece che con il tradizionale perno.
Il banco di manovra è di tipo unificato (diverso da quello delle sorelle E.412, che montano un banco specifico per l'utilizzo in Austria e Germania), con un'ingente dotazione di elettronica per la diagnostica e la guida. A tutt'oggi, su disposizione di RFI (Rete Ferroviaria Italiana), le E.464, così come tutti i mezzi di trazione, devono essere equipaggiate con l'apparato SCMT (Sistema Controllo Marcia Treno), con il dispositivo vigilante e con la ripetizione segnali a 9 codici (anziché a 4 codici come nella ripetizione tradizionale per le E.424). È in progetto l'installazione del sistema ERTMS/ETCS di livello 2 su 64 locomotive della flotta di Trenitalia, operazione avviata a partire dal 2019.
Le E.464 possono essere comandate dalle carrozze semipilota sia tramite il vecchio sistema di telecomando analogico a 78 poli sia tramite i più moderni impianti di telecomando digitale TCN o TCN* a 18 o 13 poli; si tratta dell'unica tipologia di locomotiva telecomandabile dalle semipilota Vivalto.
Una caratteristica distintiva di queste locomotive sono i pannelli-display luminosi gialli collocati nella parte posteriore su entrambe le fiancate della macchina. Concepiti in origine per visualizzare le informazioni di viaggio del treno movimentato dalla locomotiva, come il numero e la destinazione, di fatto non vennero mai impiegati a tale scopo; generalmente vengono mantenuti spenti o illuminati completamente o solo in parte.
Il sistema TCN a 18 poli permette di accoppiare fino a quattro locomotive diverse per effettuare recuperi d'emergenza o per il traino di convogli particolarmente lunghi e pesanti, dando una flessibilità di utilizzo notevole a queste macchine: quattro motrici di questo tipo possono sviluppare una potenza oraria massima di 14 MW, superiore a quella di un TGV-Eurostar.
È anche possibile l'utilizzo con altre locomotive moderne, come le E.402.
Le possibilità di utilizzo di questa motrice sono molteplici:
- Locomotiva singola ubicata in testa
- Master 78 Poli (accoppiata con un'altra locomotiva telecomandandola con cavo a 78 poli)
- Slave 78 Poli (telecomandata con cavo a 78 poli dalla carrozza semipilota o da un'altra locomotiva con ruolo di Master)
- Master TCN (accoppiata ad un'altra locomotiva telecomandandola con condotta tipo TCN a 18 poli)
- Slave TCN (telecomandata con condotta tipo TCN a 18 poli dalla carrozza semipilota o da un'altra locomotiva con ruolo di Master)
- Router (telecomandata dalla carrozza semipilota o da una locomotiva più vecchia tramite condotta a 78 poli e telecomandante, mediante TCN a 18 poli, un'altra locomotiva ubicata nella seconda parte del convoglio)

Il 7 luglio 2022 è stata consegnata in via sperimentale dalle officine OGR di Foligno la E.464.199, prima unità del gruppo ad essere dotata del modulo a batterie "last mile", che consente la marcia a pantografo abbassato per brevi distanze; il progetto si inserisce nel piano di velocizzazione delle operazioni di imbarco-sbarco dei treni da e per la Sicilia all'interno dello stretto di Messina, consentendo ai convogli di marciare autonomamente, senza più ricorrere agli appositi locomotori diesel, durante le manovre, con notevoli vantaggi sui tempi di percorrenza. In considerazione dei buoni risultati ottenuti nelle fasi di test in linea la modifica riguarderà per il momento 16 unità.

## Particolarità di servizio
- In Lombardia a partire dal 2004[23] sono state in uso 10 E.464 (E.464.189-E.464.198) in livrea bianco-grigia, commissionate per l'utilizzo da parte di TiLo, la società italo-svizzera che gestisce i collegamenti tra il Canton Ticino e l'alta Lombardia. Una di queste macchine (E.464.195) presentava la livrea XMPR con il sottocassa grigio della livrea TiLo. Dal mese di novembre 2011, le prime 4 E.464 del parco di trazione lombardo, provenienti dal parco TiLo (E.464.193 - E.464.286 - E.464.192 - E.464.272), hanno ricevuto la livrea sociale della nuova società Trenord, successivamente applicata a tutte le E.464 lombarde per fasi successive. Nel 2014 la E.464.191 risultava l'ultima macchina del parco Trenord in livrea TiLo.
- Nel 2015 la E.464.430 ha ricevuto un pantografo monobraccio al posto di quello originale posteriore, in fase sperimentale. Il pantografo originale è stato poi reinstallato nel 2020.
- La locomotiva E.464.077, del deposito locomotive di Bologna, ha il frontale in una colorazione azzurrina, in luogo del verde usato su tutta la livrea.
- Per i nuovi Vivalto sono state realizzate 60 nuove motrici, costruite da Bombardier a Vado Ligure. Per ridurre i costi solo 8 macchine, distinte dai numeri di serie da 229 a 326, sono state pellicolate in livrea "Vivalto". Quest'ultima, e successivamente anche la 282, risultano essere state ricolorate in livrea Trenord.
- Il grande successo delle E.464 è dovuto in larga parte, oltre alla già citata flessibilità e alle prestazioni, al costo contenuto: una macchina di questa categoria costa solo 2,3 milioni di euro.[24][25][26]
- Questi locomotori sono dotati di una sola cabina di guida, ed all'altra estremità si trovano un passaggio intercomunicante e un banco di guida ausiliario, generalmente utilizzato in stazione o in deposito per manovre a locomotiva isolata con velocità limitata a 30 km/h. Grazie a questa caratteristica, i convogli movimentati dalle E.464 possono essere considerati al pari degli elettrotreni e delle composizioni di elettromotrici e rimorchiate, consentendo quindi la conduzione con un solo macchinista.
- 85 unità del gruppo sono state destinate ai treni di servizio InterCity.[27][28]
- A partire dall'entrata in vigore dell'orario estivo di Trenitalia del 2019, è iniziato l'utilizzo delle macchine in doppia trazione simmetrica (DTS) prima con i convogli IC Notte e in seguito con quelli diurni, dapprima solamente in Sicilia, in seguito anche in tutto il resto d'Italia, estendendosi non solo ai convogli InterCity ma anche a convogli regionali, ad esempio con le carrozze Medie Distanze Vestiboli Centrali/Estremi e carrozze vicinali a Piano Ribassato sostituendo le relative semipilota.[29][30]
- Sempre in Sicilia 4 unità (dal novembre 2021 al giugno 2022) sono state utilizzate per i Frecciabianca tra Palermo e Messina.[24] Questo servizio, in abbinamento con le navi veloci Blu Jet, garantiva la coincidenza con i Frecciarossa per Roma e Milano.

## Le E.464 di Trenitalia Tper

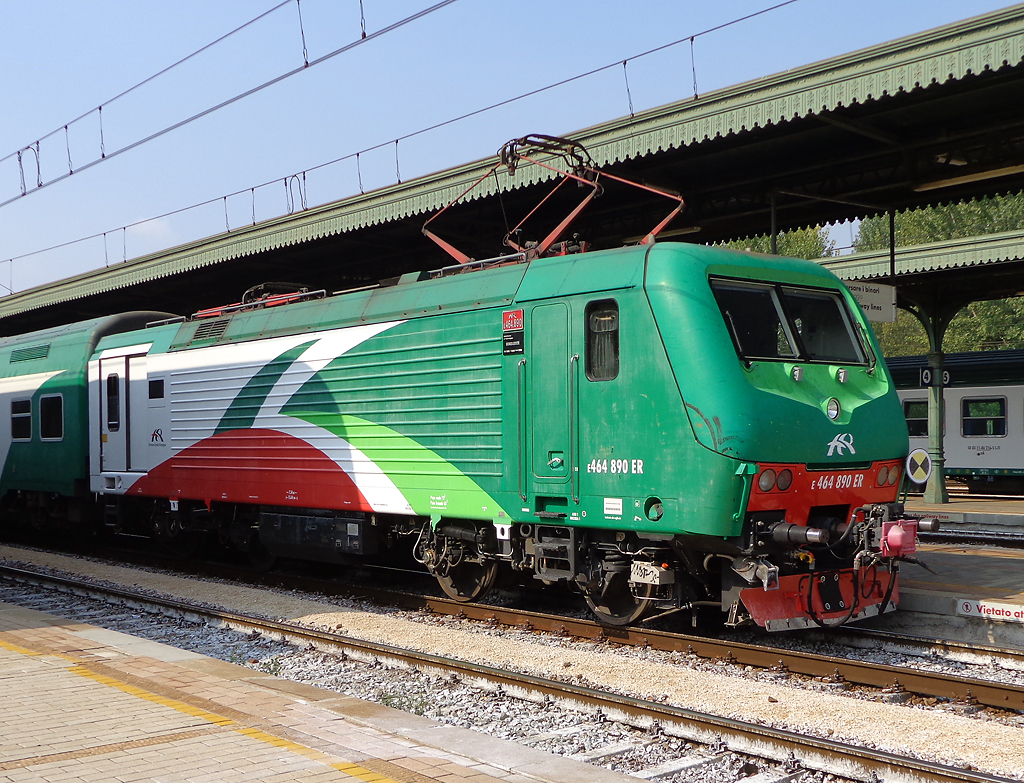
La locomotiva E.464.890 di Trenitalia Tper

Le Ferrovie Emilia Romagna ordinarono un primo lotto di 3 locomotive E.464, identiche alle unità di Trenitalia tranne per il fatto che presentano anteriormente organi di repulsione tradizionale al posto dell'aggancio automatico. Nel settembre 2004 venne consegnata l'unità 901, seguita nel marzo dell'anno seguente dalle unità 902 e 903; le tre macchine entrarono in servizio regolare nel maggio 2005.
Nell'autunno 2005 le FER ordinarono ulteriori 3 unità (904 ÷ 906).
Il 28 ottobre 2008 vennero ordinate ulteriori 4 unità, numerate da 890 a 893, che vennero consegnate a partire dalla fine del 2009. Queste ultime sono invece dotate di organi di aggancio di tipo automatico.
Successivamente tutte le locomotive sono prima passate a TPER, società nata nel 2012 e poi confluite nel parco rotabili di Trenitalia Tper, compagnia nata nel 2020 dall'unione del ramo ferroviario di TPER con la divisione regionale emiliano-romagnola di Trenitalia.
Nel 2024 viene applicato il dispositivo di aggancio automatico anche sulle unità di prima fornitura.

## La E.464 di TFT
L'impresa ferroviaria Trasporto Ferroviario Toscano (TFT) ha acquistato nel 2010 una locomotiva del gruppo E.464 dotata di SCMT e numerata alla consegna E.464.880. Il 13 aprile 2013 è stata presentata ufficialmente al pubblico assieme ad un convoglio Vivalto, treno entrato in servizio il giorno stesso sulla tratta ferroviaria Arezzo-Stia.
Nel dicembre 2017 la motrice è stata ceduta alla DTR Toscana di Trenitalia, mantenendo lo stesso numero di serie ma adottando la livrea DPR.

## Incidenti
Vista la loro enorme diffusione sui binari italiani, le macchine del gruppo E.464 sono state coinvolte in diversi incidenti ed inconvenienti tecnici di esercizio.
- Il 14 dicembre 2008 la E.464.206 è stata coinvolta in un incidente ferroviario tra due treni in manovra alla stazione di Livorno.[35]13 treni "spezzati" in pochi mesi: tutti errori umani?
- L'8 maggio 2009 la E.464.034 ha subito un incidente ferroviario nei pressi della stazione di Bolzano[36] con un convoglio della SAD.Incidente a Bolzano: TI vs SAD - Ferrovie.it
- Il 20 settembre 2009 la E.464.029 ha avuto un incidente alla stazione di Milano Centrale, l'unità era in testa ad un convoglio ed è precipitata sfondando un muretto in cemento nel cortile di un condominio. È stata demolita il 6 novembre 2009.[37]
- Il 14 luglio 2012 la E.464.356 è stata coinvolta in un deragliamento nei pressi di Lavino a causa di un inconveniente tecnico.
- Il 2 aprile 2013 la E.464.597 è stata coinvolta in uno svio nei pressi di Bra a causa di un problema meccanico ad uno scambio.[38]
- Il 17 febbraio 2017 la E.464.119 è stata coinvolta in uno scontro con un trattore nei pressi di Torre a Mare.[39]
- Il 25 gennaio 2018 la E.464.458 è stata coinvolta nell'incidente ferroviario di Pioltello, nel quale il convoglio che spingeva, un treno regionale Cremona-Milano, è deragliato ed ha colpito la linea elettrica provocando tre vittime.
- Il 23 maggio 2018 la E.464.170 è stata coinvolta in uno scontro tra un treno regionale ed un camion per trasporti eccezionali rimasto bloccato in un passaggio a livello nei pressi di Caluso, sulla linea Chivasso-Ivrea-Aosta.
- Il 3 settembre 2018 la E.464.330 è stata coinvolta in uno svio nei pressi di Montefiascone a causa di detriti lasciati lungo la sede ferroviaria dal maltempo.Treno deraglia sulla Viterbo-Orte-Roma: paura tra i 150 passeggeri a bordo
- Il 13 febbraio 2020 la E.464.310 è stata coinvolta in uno svio nei pressi di Venezia Mestre.
- Il 19 agosto 2020 la E.464.192 era in coda ad un convoglio Trenord che, mentre si trovava in sosta alla stazione di Paderno-Robbiate, ha iniziato a muoversi senza personale a bordo raggiungendo la stazione di Carnate-Usmate, dove è stato fermato provocandone il deragliamento; a bordo si trovava un'unica persona, rimasta ferita.[40]
- Il 24 agosto 2020 la E.464.190, presso Brescia, avrebbe riscontrato un rilascio non previsto dei freni in modalità "parking", evento messo in relazione all'incidente accaduto cinque giorni prima a Carnate-Usmate.[41]
- Il 7 gennaio 2021 la E.464.420 ha registrato uno svio provocato da una frana nei pressi di Giuncano sulla ferrovia Roma-Ancona.
- Il 31 ottobre 2022 la E.464.601 è stata coinvolta in un guasto presso la stazione di Navacchio che ha danneggiato gravemente un pantografo e parte della linea aerea tra Navacchio e Pisa. Dopo le riparazioni è tornata regolarmente in servizio.
- Il 14 marzo 2024 la E.464.035 ha subito un incendio a Paola; a seguito dei danni riportati la macchina è stata inoltrata per demolizione.[42]
- Il 12 dicembre 2024 la E.464.407 ha registrato un principio di incendio in composizione a un treno regionale proveniente da Venezia Santa Lucia e diretto a Trieste Centrale, nelle immediate vicinanze della stazione di Portogruaro-Caorle.[43]
- Il 14 dicembre 2024 la E.464.643 è stata coinvolta in un incidente con un'auto, rimasta in panne, ad un passaggio a livello tra San Donà di Piave e Ceggia sulla linea Venezia-Trieste, l'auto è stata rimbalzata contro la locomotiva dopo un primo scontro con un treno Rock.[44]

## Galleria d'immagini

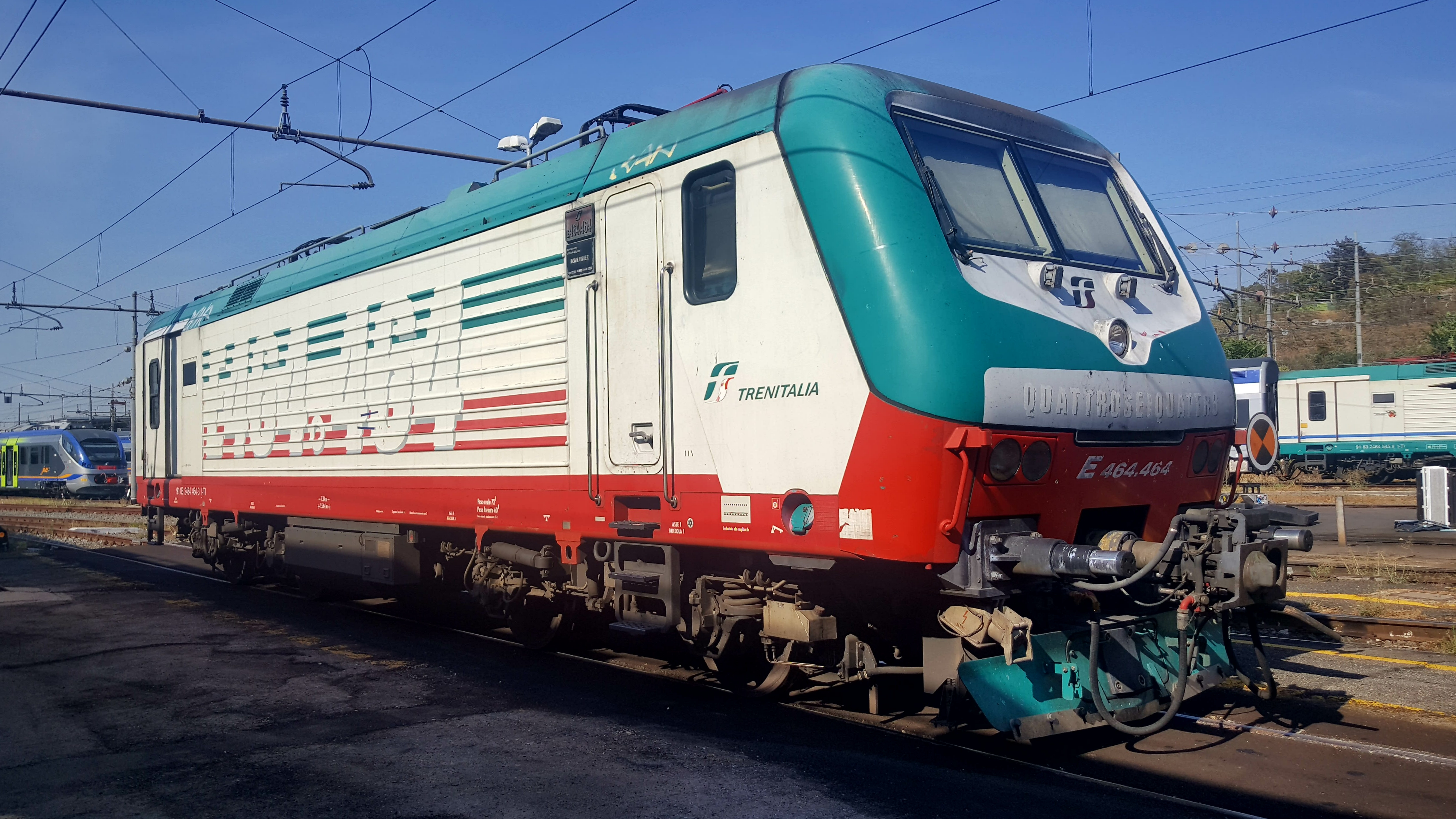
La E.464 464 in livrea tricolore commemorativa.
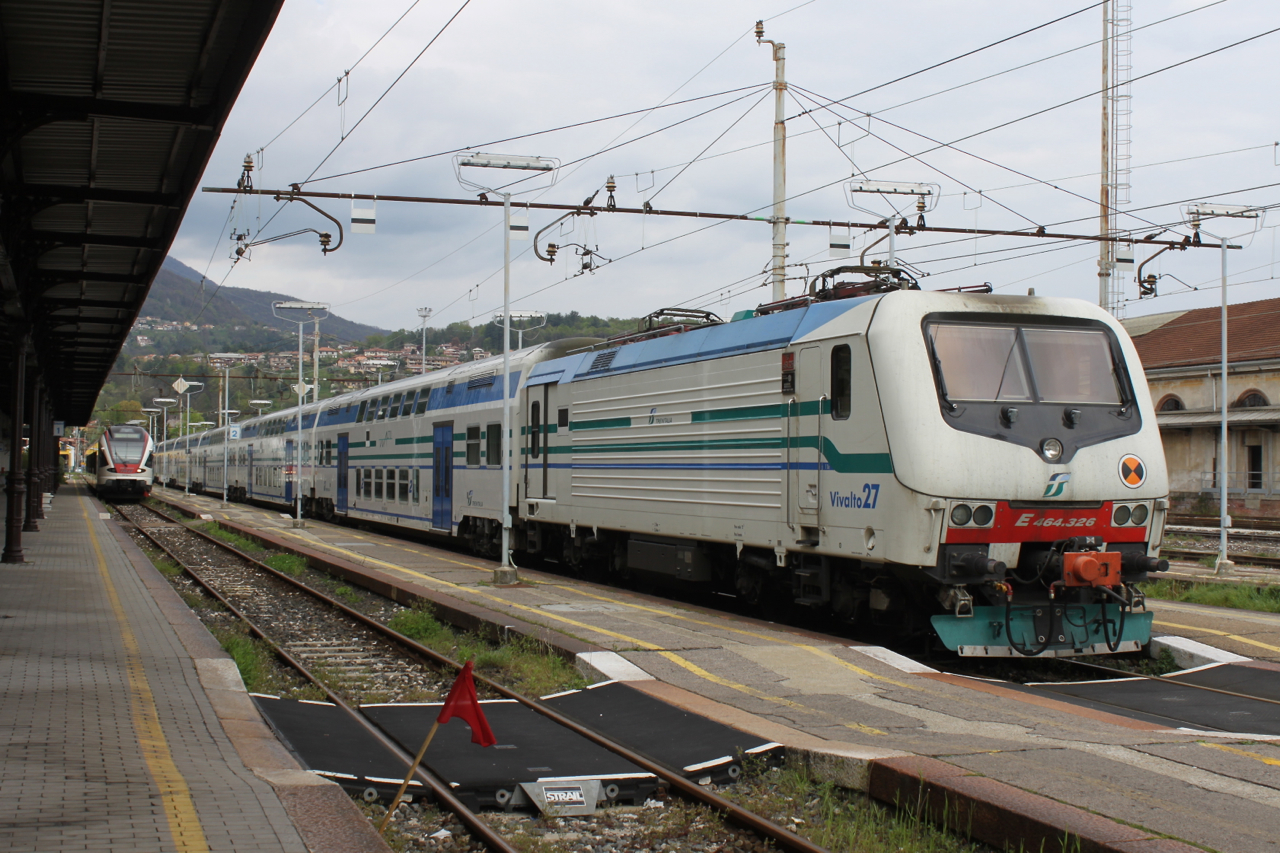
La E.464.326 in livrea Vivalto con un convoglio di carrozze di tale tipologia presso la stazione di Luino.
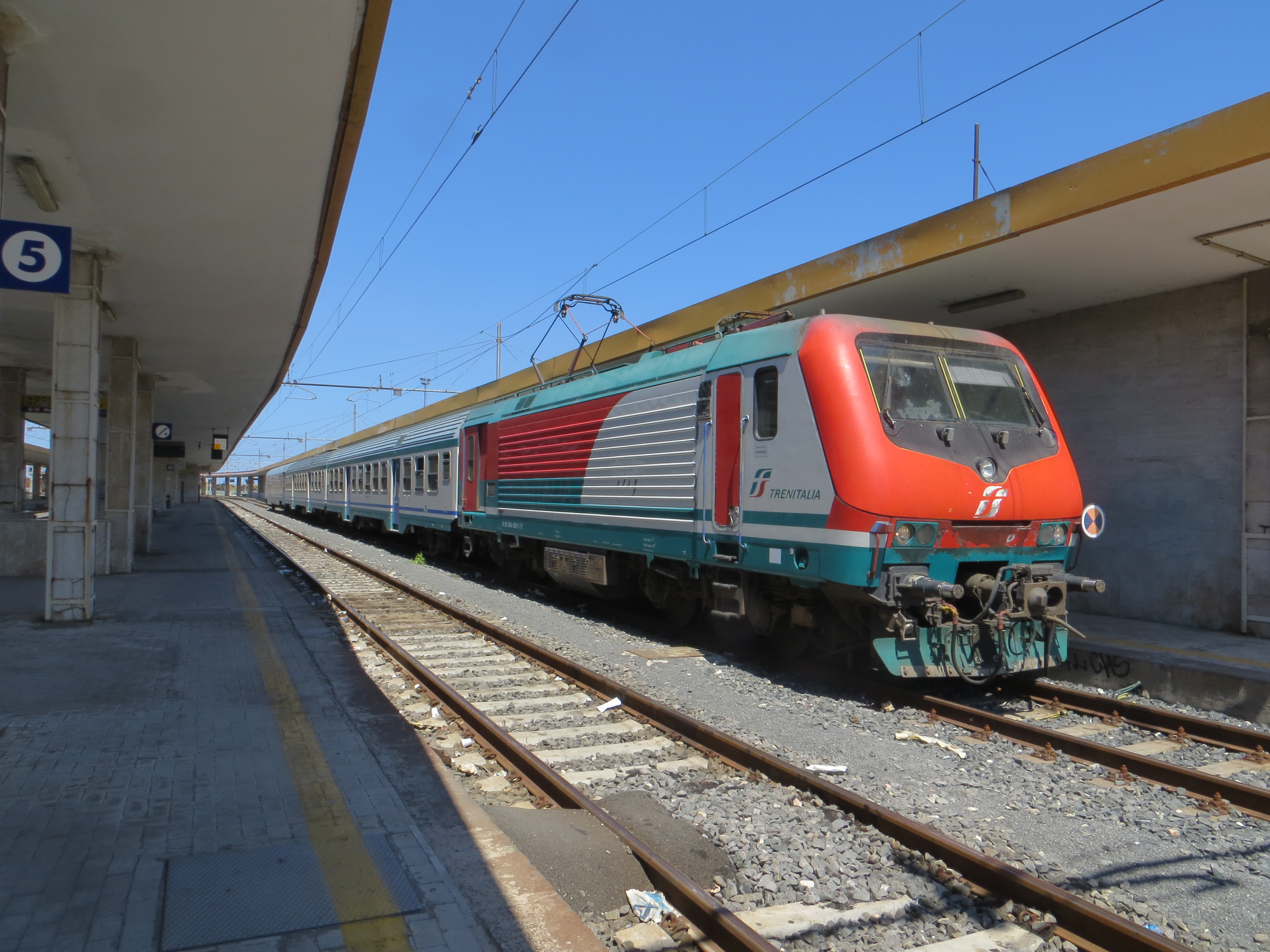
Locomotiva E.464 003 in livrea Leonardo Express, alla stazione di Catania Centrale.
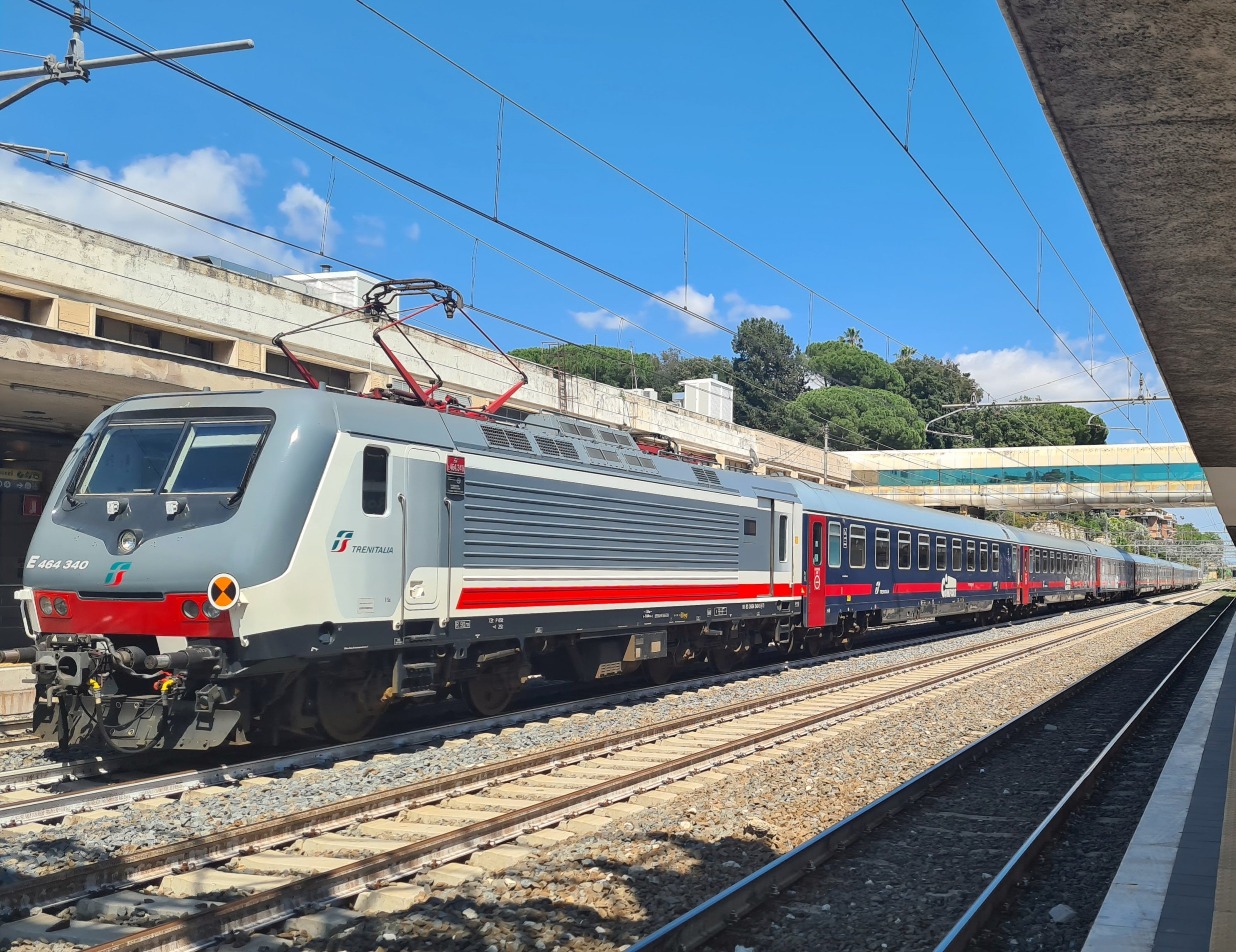
La locomotiva E.464.340 in livrea Intercity Giorno.
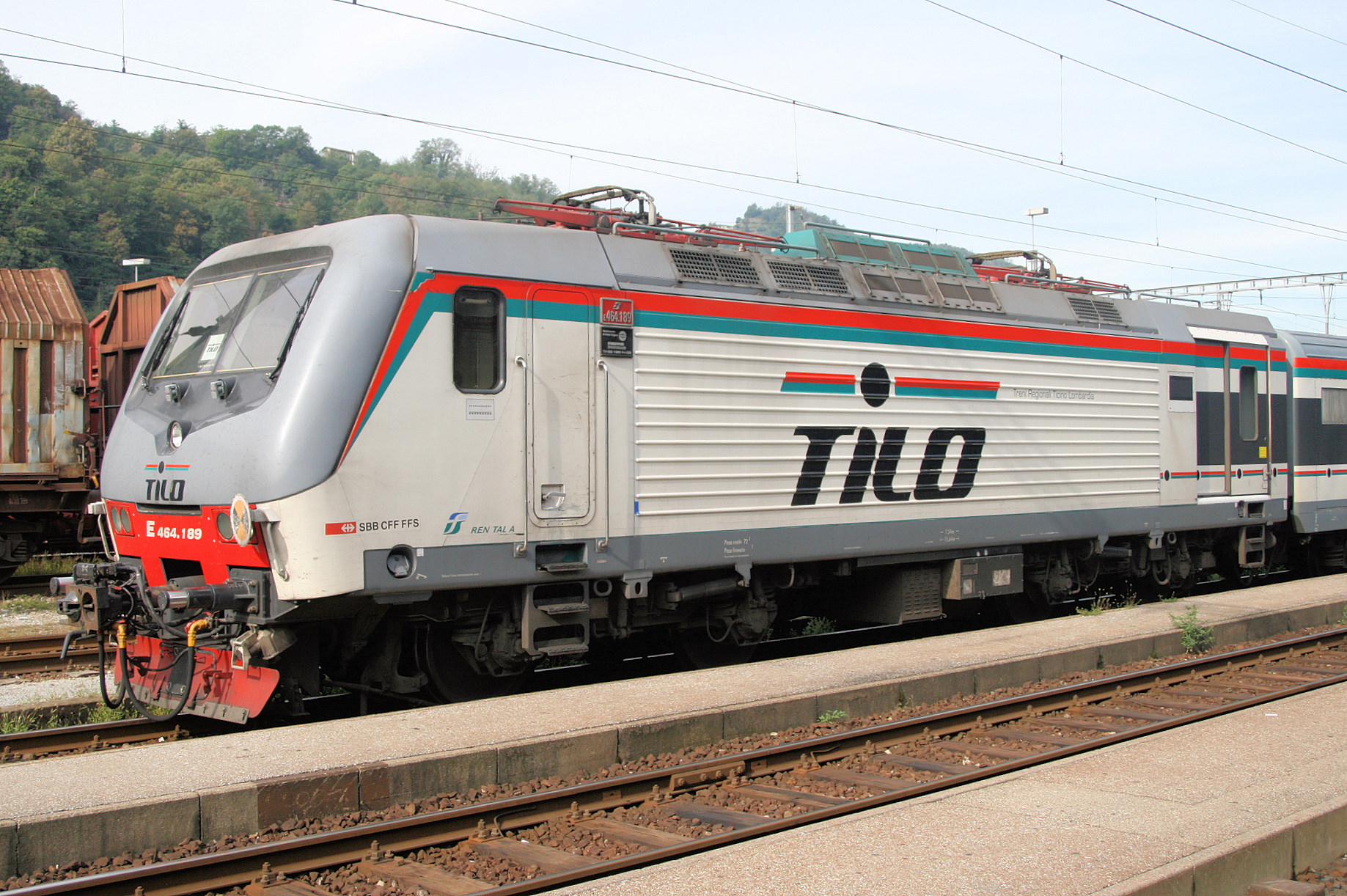
La locomotiva E.464.189 in livrea TiLo.
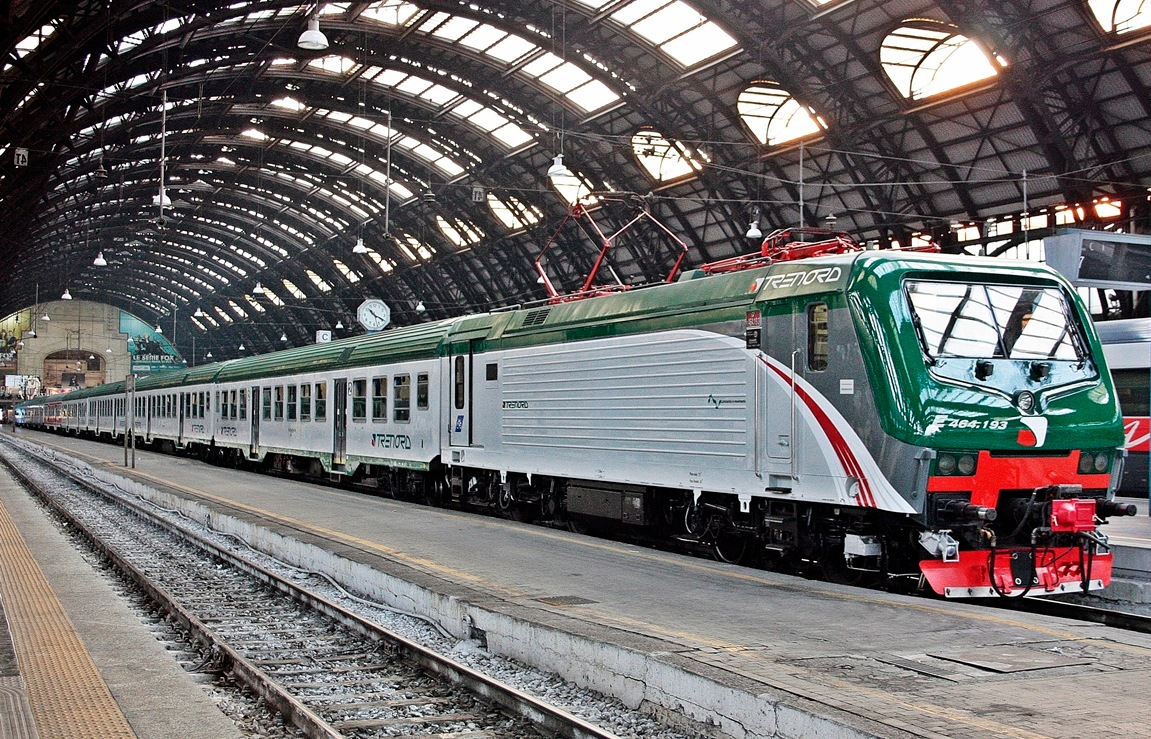
La locomotiva E.464.193 con un convoglio di carrozze MDVC in livrea Trenord.
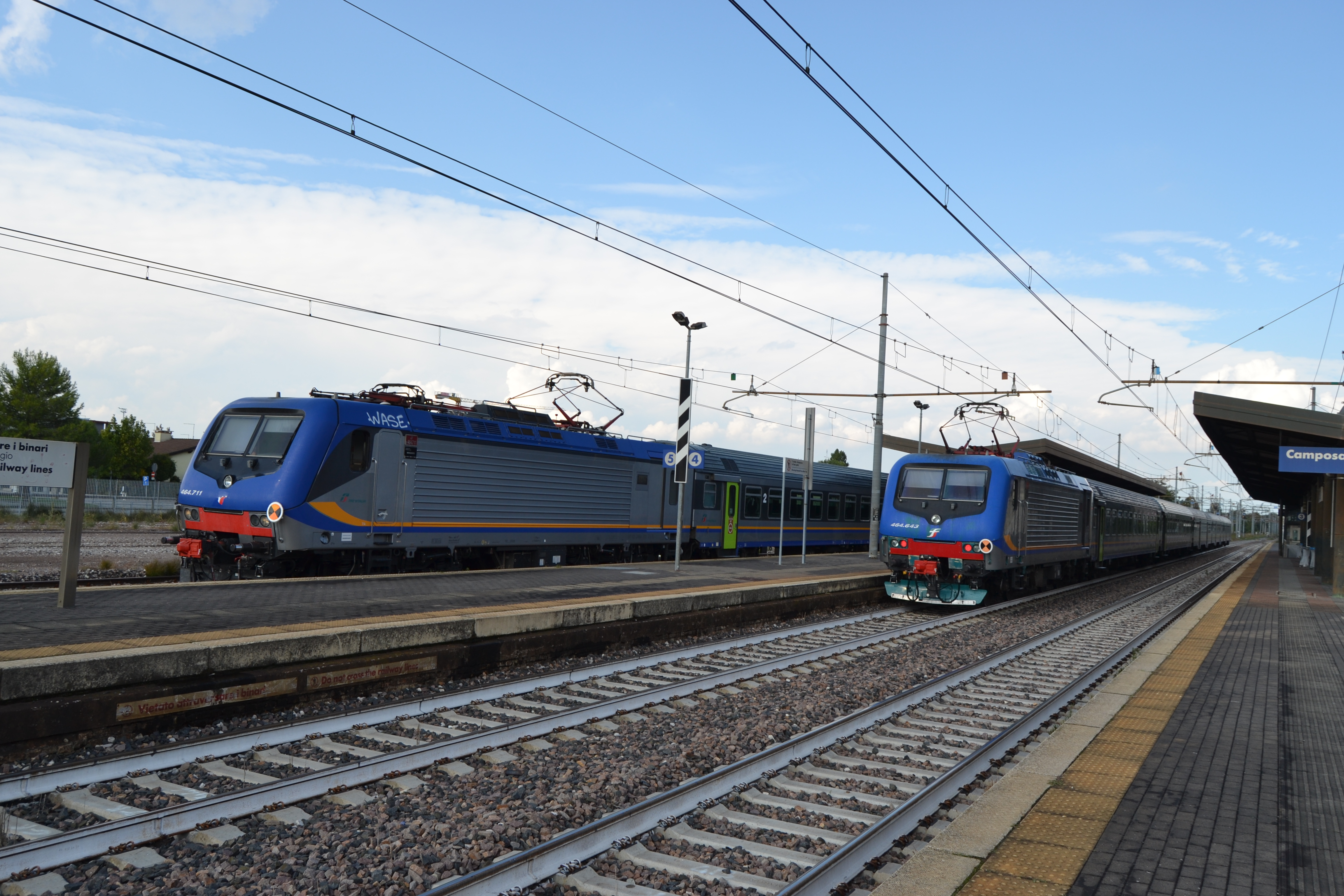
Due E.464 nella livrea DPR in sosta nella stazione di Camposampiero.
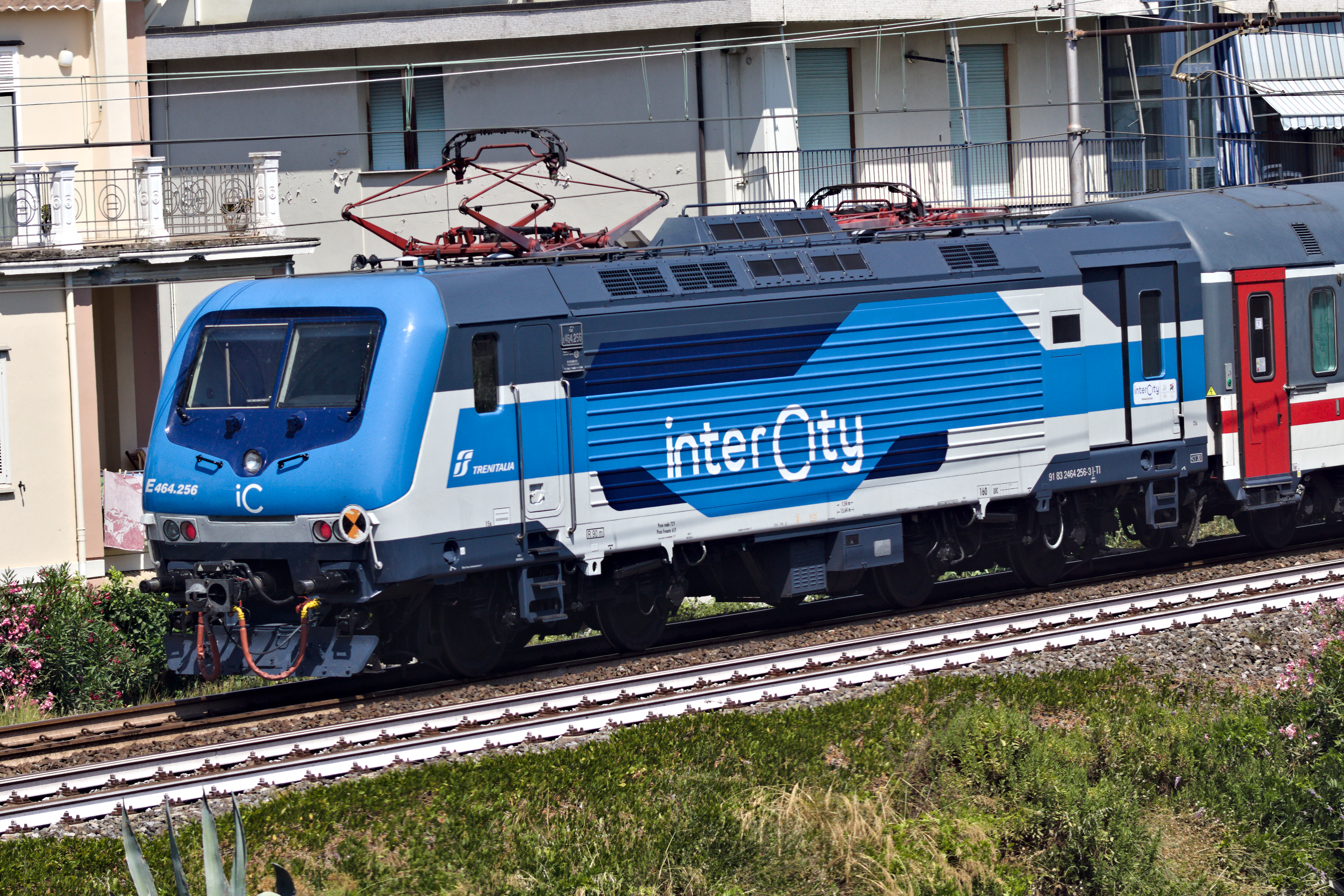
E464.256 nella nuova livrea interCity in transito tra Albenga e Ceriale (Savona), agosto 2024